# جيو بونغ
جيو بونغ أو جاو بونغ Jeow bong، أيضا يسمى صلصلة الفلفل الحار لوانغ برابانغ، هو معجون لاو الحار، وهو حلو ومالح في نفس الوقت مصدره لوانغ برابانغ في لاوس. يتكون الجيو بونغ من الفلفل الحار المجفف، والخولنجان، والثوم، وصلصة السمك، ومكونات أخرى توجد عادة  في لاوس. ومع ذلك، إن المكون المميز فيه هو إضافة الجلد المقطع لجاموس الماء أو الخنزير.

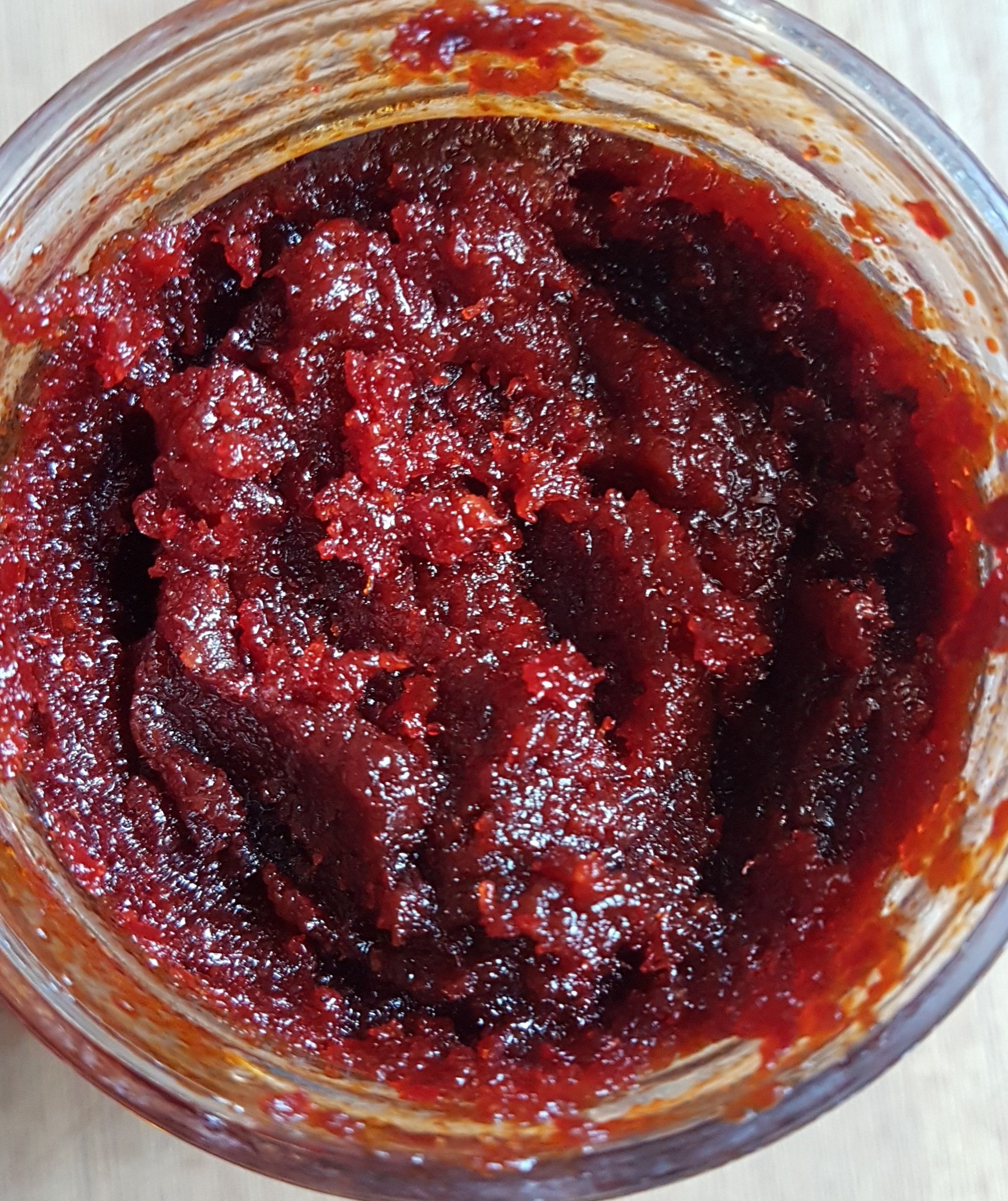
جيو بونغ مع الفلفل الحار

## طريقة الاكل
يؤكل جيو بونغ عادة عن طريق غمس أرز لاو اللزج أو الخضرة النيئة/المسلوقة فيه. إنه أيضا بهار لوجبة خفيفة تسمى كايبين.

## مميزاته
يستطيع جيو بونغ ان يدوم لفترات طويلة، ولا يفسد بسهولة، ويمكن ان يكون اكثر توابلا او حلاوة، يعتمد ذلك على من يصنعه، وهو مميز بأن يكون حار وحلو بنفس الوقت

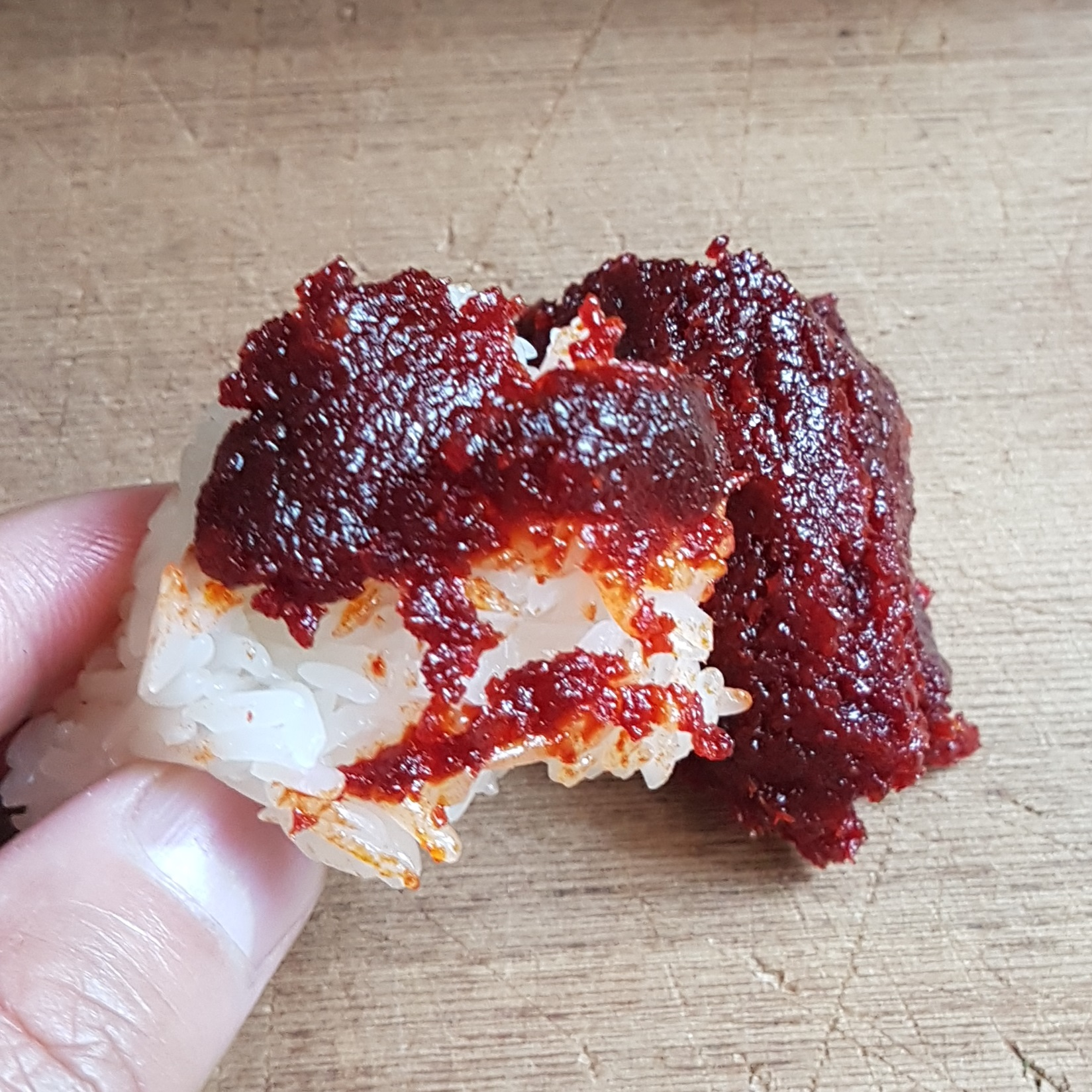
ارز لزج مع جيو بوبغ

## معرض الصور

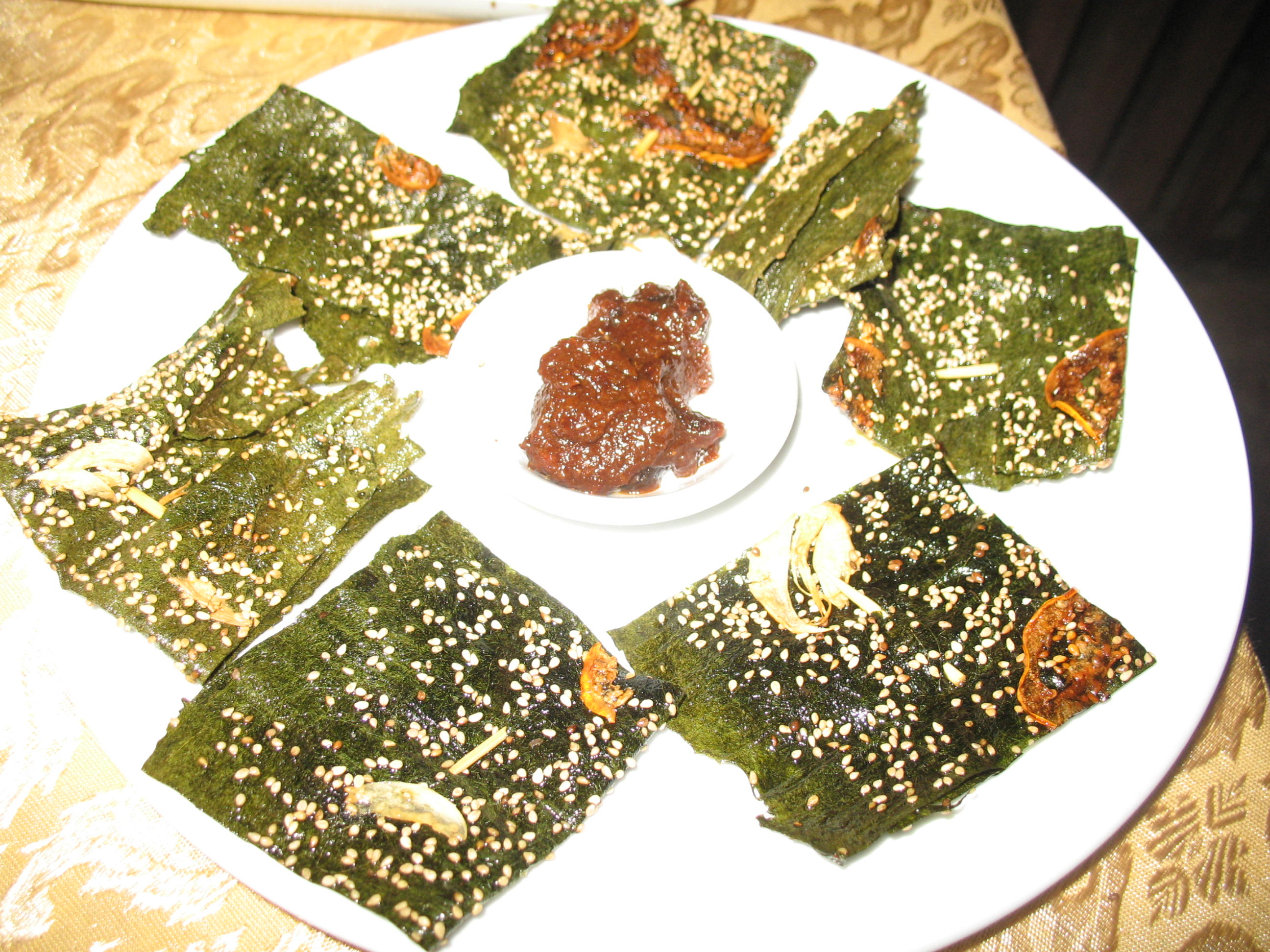
Jeow Bong with Kaipen (popular Lao combination)
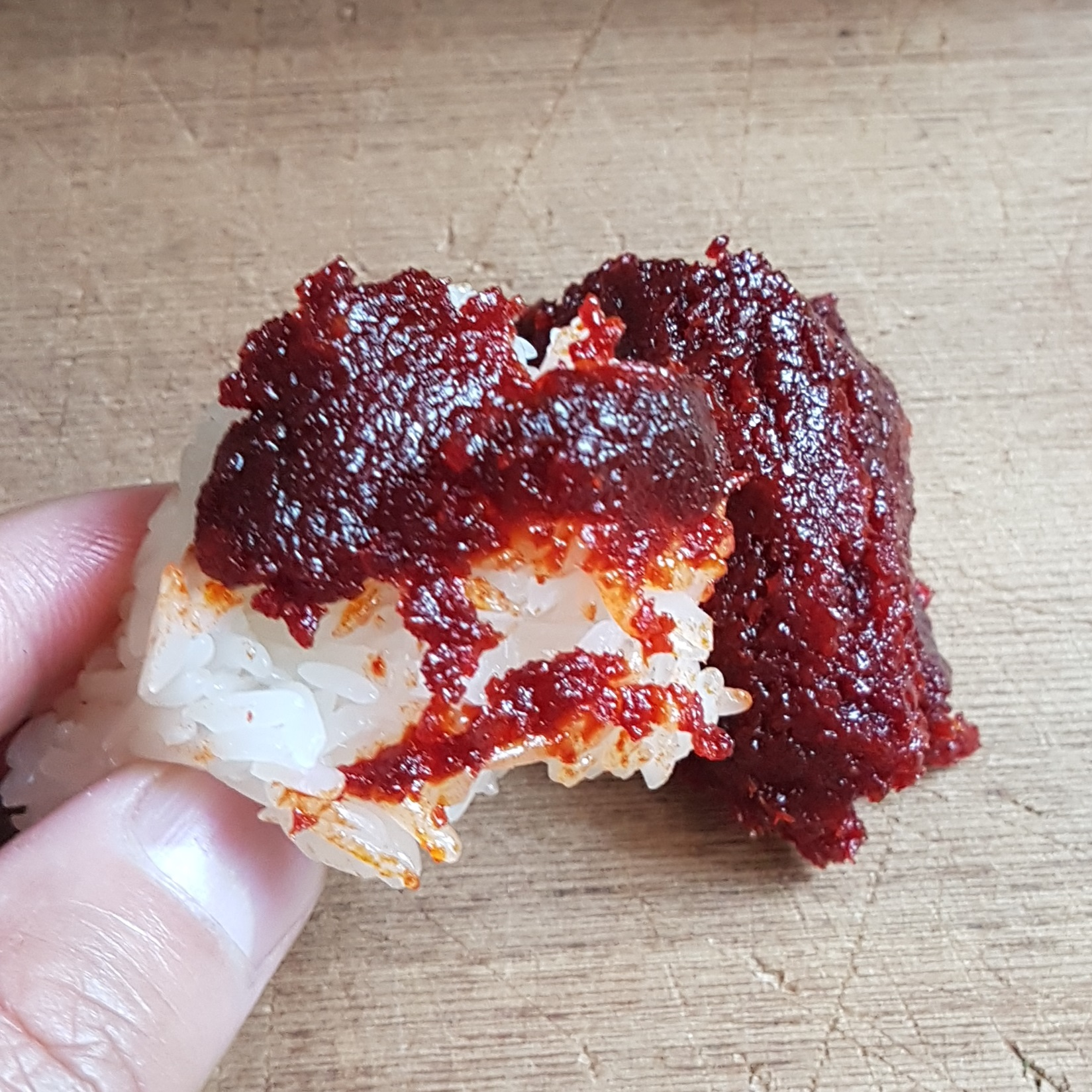
Sticky Rice with Jeow Bong